# Bokensdorf
Bokensdorf là một đô thị thuộc huyện Gifhorn, trong bang Niedersachsen, Đức. Đô thị này có diện tích 14,49 km².